# Serie GeForce 200
La serie GeForce 200 es una serie de unidades de procesamiento de gráficos GeForce basadas en Tesla desarrolladas por Nvidia.

## Arquitectura
La serie GeForce 200 presentó la segunda generación de Tesla (microarquitectura) de Nvidia, la arquitectura de sombreado unificado de Nvidia; la primera actualización importante desde que se presentó con la serie GeForce 8.
GeForce GTX 280 y GTX 260 se basan en el mismo núcleo de procesador. Durante el proceso de fabricación, los chips GTX se agruparon y separaron mediante pruebas de defectos de la funcionalidad lógica del núcleo. Aquellos que no cumplen con la especificación de hardware GTX 280 se vuelven a probar y se clasifican como GTX 260 (que se especifica con menos procesadores de flujo, menos ROP y un bus de memoria más estrecho).
A fines de 2008, Nvidia relanzó la GTX 260 con 216 procesadores de flujo, en lugar de 192. Efectivamente, había dos tarjetas GTX 260 en producción con diferencias de rendimiento no triviales.
Las GPU de la serie GeForce 200 (GPU GT200a/b), excepto las GPU GeForce GTS 250, GTS 240 (estas son las GPU G92b más antiguas), tienen soporte de precisión doble para usar en aplicaciones GPGPU . Las GPU GT200 también tienen un rendimiento mejorado en el sombreado de geometría.
A 2018 de 8, el GT200 es la séptima GPU comercial más grande jamás construida, que consta de 1.400 millones de transistores que cubren un área de superficie de matriz de 576 mm2 construida en un proceso de 65 nm. Es el quinto chip lógico CMOS más grande que se ha fabricado en la fundición de TSMC. Desde entonces, la serie GeForce 400 ha reemplazado a los chips GT200 en el número de transistores, pero los troqueles GT200 originales aún superan el tamaño del troquel GF100. Es más grande incluso que la GPU GK210 basada en Kepler utilizada en el Tesla K80, que tiene 7100 millones de transistores en una matriz de 561 mm2 fabricada en 28 nm. El Ampere GA100 es actualmente la GPU comercial más grande jamás fabricada con 826 mm2 con 54,2 mil millones de transistores.
Nvidia anunció y lanzó oficialmente la versión comercial de GeForce 210 (GPU GT218) y GeForce GT 220 (GPU GT216) anteriormente solo OEM el 12 de octubre de 2009. Nvidia anunció y lanzó oficialmente la GeForce GT 240 (GPU GT215) el 17 de noviembre de 2009. Las nuevas GPU de 40 nm cuentan con el nuevo hardware decodificador PureVideo HD VP4, ya que las GPU GeForce 8 y 9 anteriores solo tienen PureVideo HD VP2 o VP3 (G98). También admiten Compute Capability 1.2, mientras que las GPU GeForce 8 y 9 anteriores solo admitían Compute Capability 1.1. Todas las GPU GT21x también contienen un procesador de audio en su interior y admiten salida LPCM de 8 canales a través de HDMI.

## Modelos

#### Características
Capacidad de cómputo: 1.1 (G92 [GTS250] GPU)Capacidad de cómputo: 1.2 (GPU GT215, GT216, GT218)Capacidad de cómputo: 1.3 tiene soporte de doble precisión para usar en aplicaciones GPGPU. (solo GPU GT200a/b)
| Modelo                             | Características                               | Características                            | Características           |
| Modelo                             | Scalable Link Interface (SLI)                 | PureVideo 2 con VP2 Motor: (BSP y 240 AES) | PureVideo 4 con motor VP4 |
| ---------------------------------- | --------------------------------------------- | ------------------------------------------ | ------------------------- |
| GeForce 210                        | No                                            | No                                         | Sí                        |
| GeForce GT 220                     | No                                            | No                                         | Sí                        |
| GeForce GT 240                     | No                                            | No                                         | Sí                        |
| GeForce GTS 250                    | Sí · 3 vías (4 vías para EVGA 285 Classified) | Sí                                         | No                        |
| GeForce GTX 260                    | Sí · 3 vías (4 vías para EVGA 285 Classified) | Sí                                         | No                        |
| GeForce GTX 260 Núcleo 216         | Sí · 3 vías (4 vías para EVGA 285 Classified) | Sí                                         | No                        |
| GeForce GTX 260 Núcleo 216 (55 nm) | Sí · 3 vías (4 vías para EVGA 285 Classified) | Sí                                         | No                        |
| GeForce GTX 275                    | Sí · 3 vías (4 vías para EVGA 285 Classified) | Sí                                         | No                        |
| GeForce GTX 280                    | Sí · 3 vías (4 vías para EVGA 285 Classified) | Sí                                         | No                        |
| GeForce GTX 285                    | Sí · 3 vías (4 vías para EVGA 285 Classified) | Sí                                         | No                        |
| GeForce GTX 295                    | Sí ·                                          | Sí                                         | No                        |

### Serie GeForce 200M (2xxM)
La serie GeForce 200M es una arquitectura de procesador de gráficos para portátiles.

## Soporte discontinuado
NVIDIA dejó de admitir controladores para la serie GeForce 200 el 1 de abril de 2016.
- Windows XP de 32 bits y Media Center Edition: versión 340.52 lanzada el 29 de julio de 2014; Descargar
- Windows XP de 64 bits: versión 340.52 lanzada el 29 de julio de 2014; Descargar
- Windows Vista, 7, 8, 8.1 de 32 bits: versión 342.01 (WHQL) lanzada el 14 de diciembre de 2016; Descargar
- Windows Vista, 7, 8, 8.1 de 64 bits: versión 342.01 (WHQL) lanzada el 14 de diciembre de 2016; Descargar
- Windows 10, 32 bits: versión 342.01 (WHQL) lanzada el 14 de diciembre de 2016; Descargar
- Windows 10, 64 bits: versión 342.01 (WHQL) lanzada el 14 de diciembre de 2016; Descargar
- Linux, 64 bits: versión 340.108 lanzada el 23 de diciembre de 2019; Descargar